# British Legion
Ne doit pas être confondu avec Légion britannique.

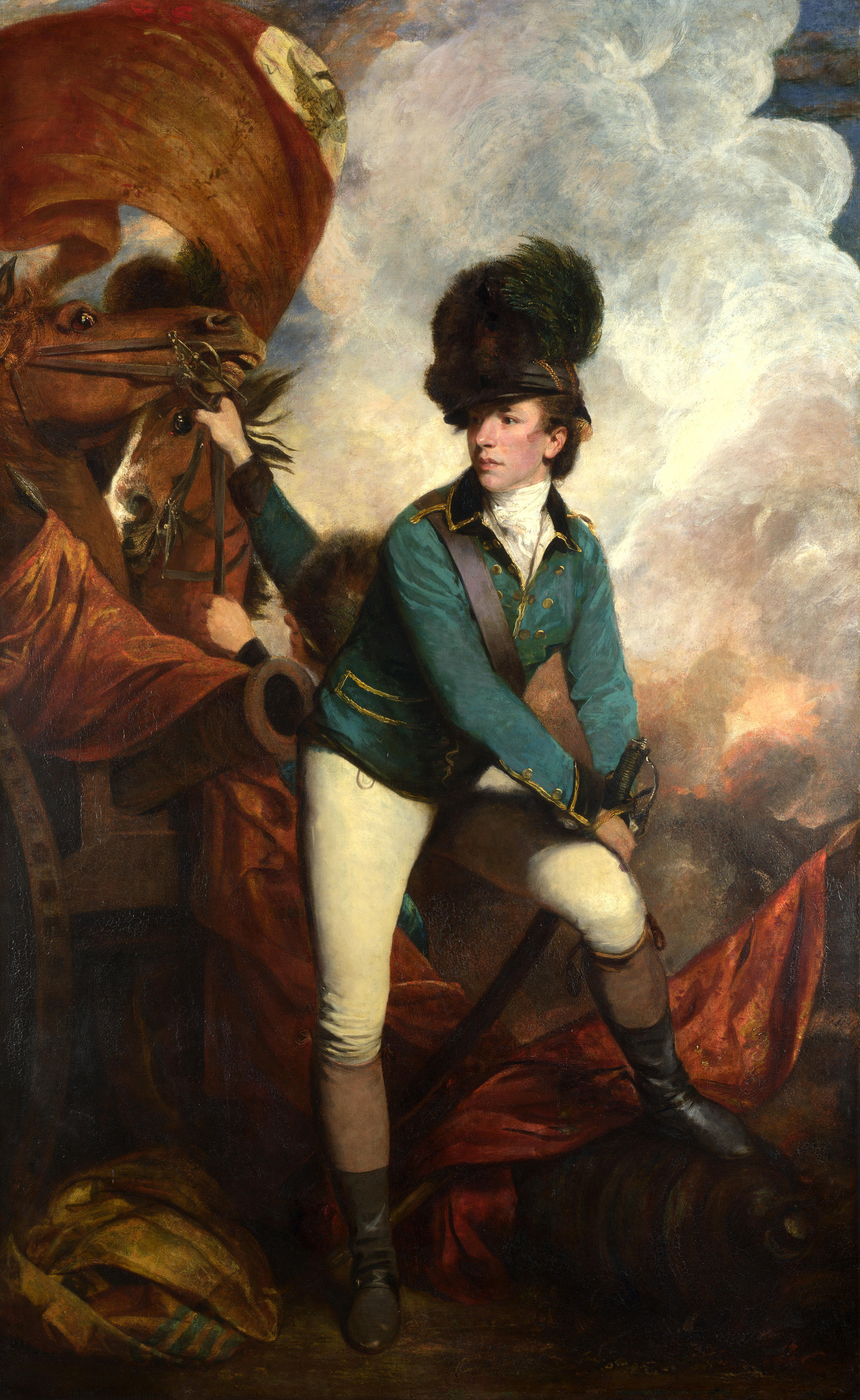
Banastre Tarleton.

La British Legion est le nom donné à un régiment provincial britannique d'infanterie et de cavalerie établi pendant la guerre d'indépendance des États-Unis et composée d'Américains loyalistes envers la couronne britannique. Ses hommes sont aussi familièrement connus comme les Tarleton's Raiders, d'après le lieutenant-colonel Banastre Tarleton qui dirige l'unité.
L'unité est formée à New York sous l'impulsion du général britannique Henry Clinton. William Cathcart est l'un des colonels de la British Legion qui compte environ 250 cavaliers et 200 soldats à pied.
La British Legion participe à des campagnes dans la Caroline du Sud et dans la Virginie notamment.
L'unité est dissoute en 1783.